# Championnat d'Écosse de football 1971-1972
Navigation
Édition précédente Édition suivante
La 75e édition du championnat d'Écosse de football est remportée par le Celtic Football Club. C’est le 28e titre de champion et le septième consécutif du club de Glasgow. Le Celtic l’emporte avec 10 points d’avance sur le Aberdeen FC. Le Rangers FC complète le podium.
Le système de promotion/relégation reste en place: descente et montée automatique, sans matchs de barrage pour les deux derniers de première division et les deux premiers de deuxième division. Dunfermline Athletic et Clyde FC descendent en deuxième division. Ils sont remplacés pour la saison 1972/73 par Dumbarton FC et Arbroath FC.
Avec 33 buts marqués en 34 matchs,  Joe Harper du Aberdeen Football Club remporte pour la première fois le classement des meilleurs buteurs du championnat.

## Les clubs de l'édition 1971-1972
| \| Aberdeen FC Glasgow · Celtic - Rangers – Partick Dundee · Dundee FC-United Édimbourg · Heart - Hibernian Kilmarnock FC East Fife Saint Johnstone Clyde FC Airdrieonians Greenock Morton Motherwell FC Ayr United \| Localisation des clubs engagés dans le championnat. |
| Aberdeen FC Glasgow · Celtic - Rangers – Partick Dundee · Dundee FC-United Édimbourg · Heart - Hibernian Kilmarnock FC East Fife Saint Johnstone Clyde FC Airdrieonians Greenock Morton Motherwell FC Ayr United                                                           |

| Club                               | Ville       |
| ---------------------------------- | ----------- |
| Aberdeen Football Club             | Aberdeen    |
| Airdrieonians Football Club        | Airdrie     |
| Ayr United Football Club           | Ayr         |
| Celtic Football Club               | Glasgow     |
| Clyde Football Club                | Glasgow     |
| Dundee Football Club               | Dundee      |
| Dundee United Football Club        | Dundee      |
| Dunfermline Athletic Football Club | Dunfermline |
| East Fife Football Club            | Methil      |
| Falkirk Football Club              | Falkirk     |
| Greenock Morton Football Club      | Greenock    |
| Heart of Midlothian Football Club  | Édimbourg   |
| Hibernian Football Club            | Leith       |
| Kilmarnock Football Club           | Kilmarnock  |
| Motherwell Football Club           | Motherwell  |
| Partick Thistle Football Club      | Glasgow     |
| Rangers Football Club              | Glasgow     |
| Saint Johnstone Football Club      | Perth       |

## Compétition

### Classement
Le classement est établi sur le barème de points classique (victoire à 2 points, match nul à 1, défaite à 0).
| Rang | Équipe                 | Pts | J  | G  | N  | P  | Bp | Bc | Diff |
| ---- | ---------------------- | --- | -- | -- | -- | -- | -- | -- | ---- |
| 1    | Celtic FC T C          | 60  | 34 | 28 | 4  | 2  | 96 | 28 | +68  |
| 2    | Aberdeen FC            | 50  | 34 | 21 | 8  | 5  | 80 | 26 | +54  |
| 3    | Rangers FC             | 44  | 34 | 21 | 2  | 11 | 71 | 38 | +33  |
| 4    | Hibernian FC           | 44  | 34 | 19 | 6  | 9  | 62 | 34 | +28  |
| 5    | Dundee FC              | 41  | 34 | 14 | 13 | 7  | 59 | 38 | +21  |
| 6    | Heart of Midlothian    | 39  | 34 | 13 | 13 | 8  | 53 | 49 | +4   |
| 7    | Partick Thistle FC P L | 34  | 34 | 12 | 10 | 12 | 53 | 54 | -1   |
| 8    | Saint Johnstone        | 32  | 34 | 12 | 8  | 14 | 52 | 58 | -6   |
| 9    | Dundee United          | 31  | 34 | 12 | 7  | 15 | 55 | 70 | -15  |
| 10   | Motherwell FC          | 29  | 34 | 11 | 7  | 16 | 49 | 69 | -20  |
| 11   | Kilmarnock FC          | 28  | 34 | 11 | 6  | 17 | 49 | 64 | -15  |
| 12   | Ayr United             | 28  | 34 | 9  | 10 | 15 | 40 | 58 | -18  |
| 13   | Greenock Morton        | 27  | 34 | 10 | 7  | 17 | 46 | 52 | -6   |
| 14   | Falkirk FC             | 27  | 34 | 10 | 7  | 17 | 44 | 60 | -16  |
| 15   | Airdrieonians          | 26  | 34 | 7  | 12 | 15 | 44 | 76 | -32  |
| 16   | East Fife P            | 25  | 34 | 5  | 15 | 14 | 34 | 61 | -27  |
| 17   | Clyde FC               | 24  | 34 | 7  | 10 | 17 | 33 | 66 | -33  |
| 18   | Dunfermline Athletic   | 23  | 34 | 7  | 9  | 18 | 31 | 50 | -19  |

| Légende : Qualifications et relégations | Légende : Qualifications et relégations                                                                                                   |
| --------------------------------------- | --- |
|                                         | Coupe d'Europe des Clubs champions 1972-1973                                                                                              |
|                                         | Coupe d'Europe des vainqueurs de coupe 1972-1973                                                                                          |
|                                         | Coupe UEFA 1972-1973 |
|                                         | Relégation en deuxième division |
|                                         | T : Tenant du titre C : Vainqueur de la Coupe d'Écosse de football L : Vainqueur de la Coupe de la Ligue écossaise de football P : Promus |

## Bilan de la saison
| Tableau d'Honneur                |           |
| Compétition                      | Vainqueur |
| Championnat d'Écosse de football | Celtic FC |
| Coupe d'Écosse de football       | Celtic FC |

| Promotions et relégations |                               |
| Promus                    | Dumbarton FC Arbroath FC      |
| Relégués                  | Dunfermline Athletic Clyde FC |

## Statistiques

### Meilleur buteur
1. Joe Harper, Aberdeen FC 33 buts